# 박종화 (신학자)
박종화(朴宗和, 1945년 10월 30일~)는 대한민국의 신학자이며 기독교 목회자이자, 장로회 신학 교육인이다. 1987년 8월부터 1997년 2월까지 한신대학교 교수 등을 지냈다.
독일(서독)에서 협동선교사를 어언 10년 한 이후에, 튀빙겐 대학교 대학원에서 박사 학위를 마치고 귀국하여 한신대학교에서 어언 10년 동안 교수를 역임하였고, 한국기독교장로회 총무, WCC 중앙위원을 어언 14년 동안 하였다. 1999년 12월 경동교회에 담임목사를 하고 2015년 12월에 은퇴를 하였고 현재는 원로목사이다. 현재 국민문화재단 이사장, 평화통일연대 이사장, 실천신학대학원대학교 이사장이며, 그의 아내는 김현숙 사모이다. 한국교회의 연합운동과 세계교회협의회에서 활동하면서 한국교회의 세계적 위상을 만든 에큐메니칼 신학의 운동가로 평가받는다.

## 활동
한국신학대를 졸업하고 1976년 32세에 독일 뷔르템베르크주교회 총회서 협동선교사로 초청을 받아서 독일교회의 여러 분야에 영향을 받고 한국교회를 위한 신학자와 목회자가 되었다. 독일 튀빙겐 대학교에서 박사학위를 받고 돌아와 한신대학교 교수와 한국기독교장로회(기장) 총무를 지낸 뒤 1999년 12월 경동교회에 부임했다. 경동교회는 한국기독교장로회 교단의 대표적인 교회이며 1945년 설립됐다. 한국 교회 발전과 민주화 운동에 헌신한 김재준 박사, 강원용 목사가 40년간 목회 활동을 했고, 김호식 목사, 임영섭 목사, 이동준 목사, 채수일 박사등이 담임목사를 맡았다. 그러나 그들 중에서도 가장 대표적인 인물은 강원용 목사인데, 그는 한국교회의 연합과 세계화를 위하여 크게 공헌한 것으로 평가받는다.

## 목회철학
그는 다양성 속에 하나됨을 주장한다.“교회는 목회자 지휘아래 교인들이 하모니를 내는 오케스트라다”고 말했다. 기존 교회의 장점들을 배우면서 시대에 맞는 교회공동체를 주장하였다. 빛과 소금의 사명을 강조하였다. 그는 예수그리스도를 믿는 사람들은 빛과 소금이 돼야 한다 말한다. 소금으로 산다는 것은 세상이 썩지 않도록 예언자적 사명을 다해야 한다는 것이고, 빛으로 산다는 것은 사회 어두운 곳을 밝히고 추운 곳을 따뜻하게 하는 삶을 말한다”고 말한다. 목회자나 교인들 모두 우리 사회와 세계를 향해 빛과 소금이 되는 삶을 실천해야한다고 강조했다.

## 학력
- 1968. 한국신학대학 졸업 (신학사 Th.B.)
- 1970. 연세대 연합신학대학원 졸업 (신학석사 Th.M.)
- 1986. 독일(서독) 튀빙겐 대학교 대학원 신학박사 학위 (Dr. Theol.) (논문 : Das Ringen um die Einheit der Kirche in Korea / Tübingen 1986)

### 명예 박사 학위
- 1996. 헝가리 Gaspar Karoli Reformed University/Budapest 명예 신학박사 (Dr. h.c.)
- 2002. 헝가리 Debrecen Reformed University/Debrecen 명예 신학박사 (Dr. h.c.)

## 경력
- 1970. 12. 한국기독교장로회 충남노회 목사안수
- 1971. 5. - 1974. 5. 육군 군목으로 봉직․ 대위전역
- 1987. 8. - 1997. 2. 한신대학교 교수 역임
- 1994. 9. - 1999. 11. 한국기독교장로회총회 총회총무 역임
- 1998. 5. - 2003. 2. 대통령 비서실 통일고문
- 2003. 7. - 2005. 6. 민주평화통일자문회의 상임위원 겸 종교분과 위원장
- 2005. 7. - 2006. 6. 민주평화통일자문회의 국제 분과 위원장
- 2006. 6. - 2009. 6. 한국국제보건의료재단 총재
- 2009. 8. - 2013. 11. 세계교회협의회(WCC) 제 10차 총회 한국준비위원회 대회장
- 1999. 12. - 2015. 12. 경동교회 담임목사 역임/원로목사 추대
- 2014. 10. - 2018. 10. (재)연세대학교 재단이사
- 현재 (재) 실천신학대학원대학교 재단이사장
- 현재 (사) 평화와 통일연대 이사장
- 2011. 12. - 2022. 12. (재)국민문화재단(국민일보) 이사장

## 교직활동
- 1985. - 1994. 9.한신대학교 교수로 봉직(기획실장, 신학과장, 평화연구소장 역임)
- 1993. (가을학기)캐나다 Emmanuel College/Toronto University 초빙교수

### 국제 에큐메니칼 활동
- 독일 뷔르템베르크주교회 총회(Württembergische Landeskirche/Stuttgart) 및 독일 서남 세계선교 본부(EMS/Stuttgart) <협동선교사>(1976.5-1981.8) 역임
- 세계교회협의회(WCC) 〈중앙위원〉(1991년-2006년) 2회 역임

## 학위논문
- Das Ringen um die Einheit der Kirche in Korea / Tübingen 1986, Dr.Theol.

## 저서
- J.몰트만/ G.바움/ 박종화 공저, Minjung: Theologie des Volks Gottes in Südkorea, Neukirchen 1981)
- 박종화, 평화신학과 에큐메니칼 운동, 한국신학연구소, 1991.
- 박종화 / 윤응진 공저(한신대 평화연구소 편), 평화 - 그 이론과 실제, 삼민사, 1992
- 박종화, 주일마다 나누는 하늘양식. 교회력에 따른 예배와 설교, 기독교서회 2015
- <한국에 있는 하나님의 백성의 민중신학>
- <평화독일과 에큐메니칼 운동>

## 번역서
- 브라이덴슈타인 저 / 박종화 역, 인간화, 기독교서회, 1974.
- 칼 쿠피시 저 / 박종화 역, 칼 바르트, 한국신학연구소, 1972.
- J. 몰트만 저/ 박종화 역, 정치신학 – 정치윤리, 기독교서회 2017 외 5권

## 논문
- Jong Wha Park, “Arms Transfers and Proliferation : The Case of South Korea", in The Arms Trade Today, WCC / CCIA Geneva 1993.
- Jong Wha Park, “Protestantism and Postcolonialism in Korea”, in Reformation. Legacy and Future, ed. by P. Bosse-Huber, S. Fernerod, T. Gundlach, G. Locher, World Council of Churches, 2015; (독일어 판, 500 Jahre Reformation: Bedeutung und Herausforderungen, TVZ/Sek/EKD 2014; 불어판, Celebrer Luther ou la Reforme? 1517-2017, EKD/Sek/feps, 2014)
- 박종화,  [ 기독교역사에 나타난 평화사상과 평화운동], 현대평화사상의 이해, 1992
- 박종화, 〔선교의 이론과 실천 - 역사적 변천과 발전과정], 기독교사상, 1992.6.
- 박종화,  [세계 속의 한국교회], 2017 종교개혁 500주년 포럼, 2017외 100편

## 수상
- 2004년 국민 훈장 모란장
- 2008년 독일연방공화국 십자공로훈장(Bundesverdienstkreuz)

## 같이 보기
- 한국의 신학자 목록
- 한국의 목회자 목록
- 한신대학교
- 김재준